# Arconovaldo Bonacorsi
Pour les articles homonymes, voir Bonaccorsi.
Arconovaldo Bonaccorsi, né à Bologne le 22 août 1898 et mort à Rome le 2 juillet 1962, est un soldat, homme politique et avocat fasciste italien. Surnommé Conde Rossi, il a joué un rôle dans l'organisation de la conquête phalangiste de l'île de Majorque pendant la guerre civile espagnole.

## Biographie
Arconovaldo Bonacorsi est né à Bologne en 1898. À l'âge de quinze ans, il s'inscrit au Parti républicain italien , puis rejoint le Faisceau d'action révolutionnaire interventionniste. Avec l'entrée de l'Italie dans la Première Guerre mondiale, il s'enfuit de chez lui à Gorizia pour s'engager comme volontaire, mais il est renvoyé chez lui en raison de son jeune âge. Il est finalement appelé sous les drapeaux le 28 février 1917 et affecté au 2e régiment alpin, bataillon Valle Stura. Le 27 octobre 1917, il est fait prisonnier à Monte Cavallo dans les Dolomites et est interné en Allemagne le 28 octobre 1917.
Bonacorsi rentre en Italie le 27 décembre 1918 et devient est fasciste dès sa rencontre avec Benito Mussolini. En 1922, il participe à la Marche sur Rome en tant que chef des fascistes de Bologne. En 1928, il est diplômé en droit à l'Universita di Bologna et commence à défendre les fascistes italiens. Au début des années 1930, il se marie et a trois enfants.
Son moment de gloire est venu lorsque Mussolini l'envoye aux îles Baléares au début de la guerre civile espagnole. Arrivé à Majorque en août 1936, il est connu sous le nom de « Conde Rossi » (« Le Comte Rouge »), un nom dérivé de sa barbe rousse. Il galvanise les forces nationalistes sur l'île, les menant à la victoire de Manacor sur les républicains.
De l'avis d'Oneto, un journaliste italien, lorsque Bonaccorsi est arrivé pour la première fois sur l'île, les Italiens ne soutenaient la possibilité de promouvoir une Majorque semi-indépendante (sous influence italienne) qu'en cas de victoire républicaine dans la guerre civile espagnole. Mais avec la victoire de Franco, ils ont compris que ce projet d'indépendance « partielle » était impossible.
Les écrivains antifascistes ont soulevé de nombreuses critiques contre Bonaccorsi. George Bernanos a écrit sur les Dragones de la Muerte, créés par Bonaccorsi, une force bien armée de jeunes combattants majorquins qui ont bien performé à la bataille de Porto Cristo (Manacor), mais qui ont ensuite été responsables de nombreux meurtres. Selon le rapport du témoin oculaire de Bernanos, Bonaccorsi était « bien en vue dans toutes les manifestations religieuses » et « était généralement soutenu par un aumônier, en culotte et bottes militaires, une croix blanche sur la poitrine et des pistolets collés. à sa ceinture ».
Le clergé de Majorque, en revanche, était reconnaissant à Bonaccorsi, et l'archevêque des îles Baléares, José Miralles y Sbert, le louait. Francisco Franco lui a décerné la Grand-Croix espagnole du mérite militaire avec décoration rouge Le Correo de Majorca, le journal local, écrit avec reconnaissance en février 1937 en guise de dernier salut que « nous nous souviendrons à jamais de ton héroïsme et donnerons à nos descendants le souvenir de ce que tu as fait pour nous » cérémonies par de nombreux civils de Majorque.
Le 14 décembre 1936, peu de temps après la prise d'Ibiza par Bonaccorsi avec une force de 500 phalangistes, le Premier ministre britannique Anthony Eden rédige un mémorandum à son gouvernement dans lequel il souligne la possibilité pour l'Italie de créer un « protectorat » à Majorque. Une pression a été exercée sur Mussolini pour retirer Bonaccorsi des Baléares ; par conséquent, en février 1937, il est promu « Général des chemises noires » (Console delle Milizie fasciste) et envoyé sur le front de Malaga avec le Corpo Truppe Volontarie italien. Par la suite, il est envoyé en Éthiopie italienne, où il se plaignit à Mussolini du manque criant de préparation de l'Empire italien en cas de guerre.
En 1940, Bonaccorsi participe à la conquête du Somaliland britannique en tant que commandant militaire du Reparto Speciale Autonomo della Milizia fascista, une unité commando italienne de 300 hommes.
Arconovaldo Bonacorsi est fait prisonnier de guerre de 1941 à 1946 ; après la guerre, il reprit ses activités juridiques et politiques et défendit le général allemand Otto Wagener, condamné à 15 ans de prison pour les atrocités qu'il avait commises à Rhodes pendant la Seconde Guerre mondiale. En 1949, Bonaccorsi créa l'Associazione Nazionale Combattenti Italiani di Spagna (ANCIS) et, la même année, demanda son adhésion au parti politique néofasciste MSI.
Bonaccorsi était candidat du Mouvement social italien (MSI) en 1958. Il meurt en 1962 à Rome.
Le journal italien Secolo d'Italia l'a félicité dans un article funéraire, notant « qu'il était l'un des rares commandants militaires à avoir reçu des médailles pour la bravoure au combat de trois pays » (Italie, Espagne et Allemagne).

## Médailles et décorations
Bonaccorsi a reçu quatre médailles d'honneur pour les combats en 1936 en Espagne :
 Médaille d'argent de la vaillance militaire ( Medaglia d'argento al valor militare )
 Ordre militaire de Savoie ( Cavaliere dell´Ordine militare di Savoia )
 Croix de fer allemande ( Croce di Ferro di I classe )
Grand-croix du mérite militaire d'Espagne avec décoration rouge ( Gran Croce militare spagnola )
En 1937 Francisco Franco lui a conféré la Grand-Croix du Mérite Militaire avec Décoration Rouge.
Il a été accueilli et loué à nouveau en 1957 par Franco, recevant le surnom espagnol Cruzado en camisa negra'' (croisé en chemise noire).